# جوشوا لوتز
جوشوا لوتز (بالإنجليزية: Joshua Lutz)‏ هو مصور أمريكي، ولد في 18 يوليو 1975.